# Montmorency-Beaufort
Pour les articles homonymes, voir Montmorency et Beaufort.
Montmorency-Beaufort est une commune française, située dans le département de l'Aube en région Grand Est.

## Géographie
Montmorency Beaufort est située à la limite entre la Champagne humide et la Champagne crayeuse. La côte qui longe le village, marque la différence géologique.

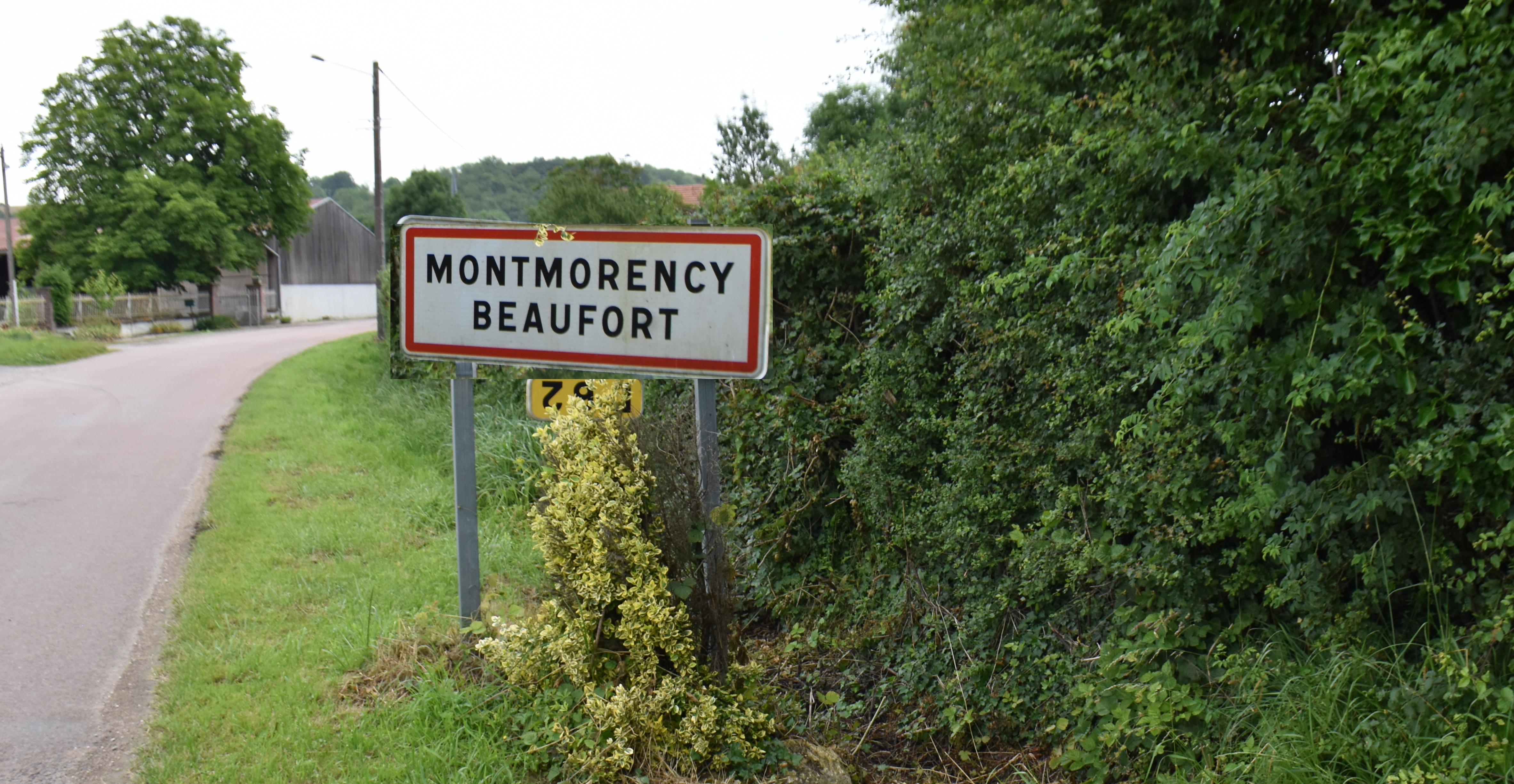
Une entrée de la commune.

### Communes limitrophes
|                      | Chavanges            |          |
| Courcelles-sur-Voire | Montmorency-Beaufort | Villeret |
|                      | Rances               | Hampigny |

### Hydrographie
La commune est dans la région hydrographique « la Seine de sa source au confluent de l'Oise (exclu) » au sein du bassin Seine-Normandie. Elle est drainée par la Voire, l'ancien Lit de la Voire, le canal de Bange, le Fossé 01 de la Tartelette, le Fossé 01 de Lirème, le Fossé 04 de la commune de Montmorency-Beaufort et divers autres petits cours d'eau,.
La Voire, d'une longueur de 56 km, prend sa source dans la commune de Dommartin-le-Franc et se jette  dans l'Aube à Molins-sur-Aube, après avoir traversé 21 communes.

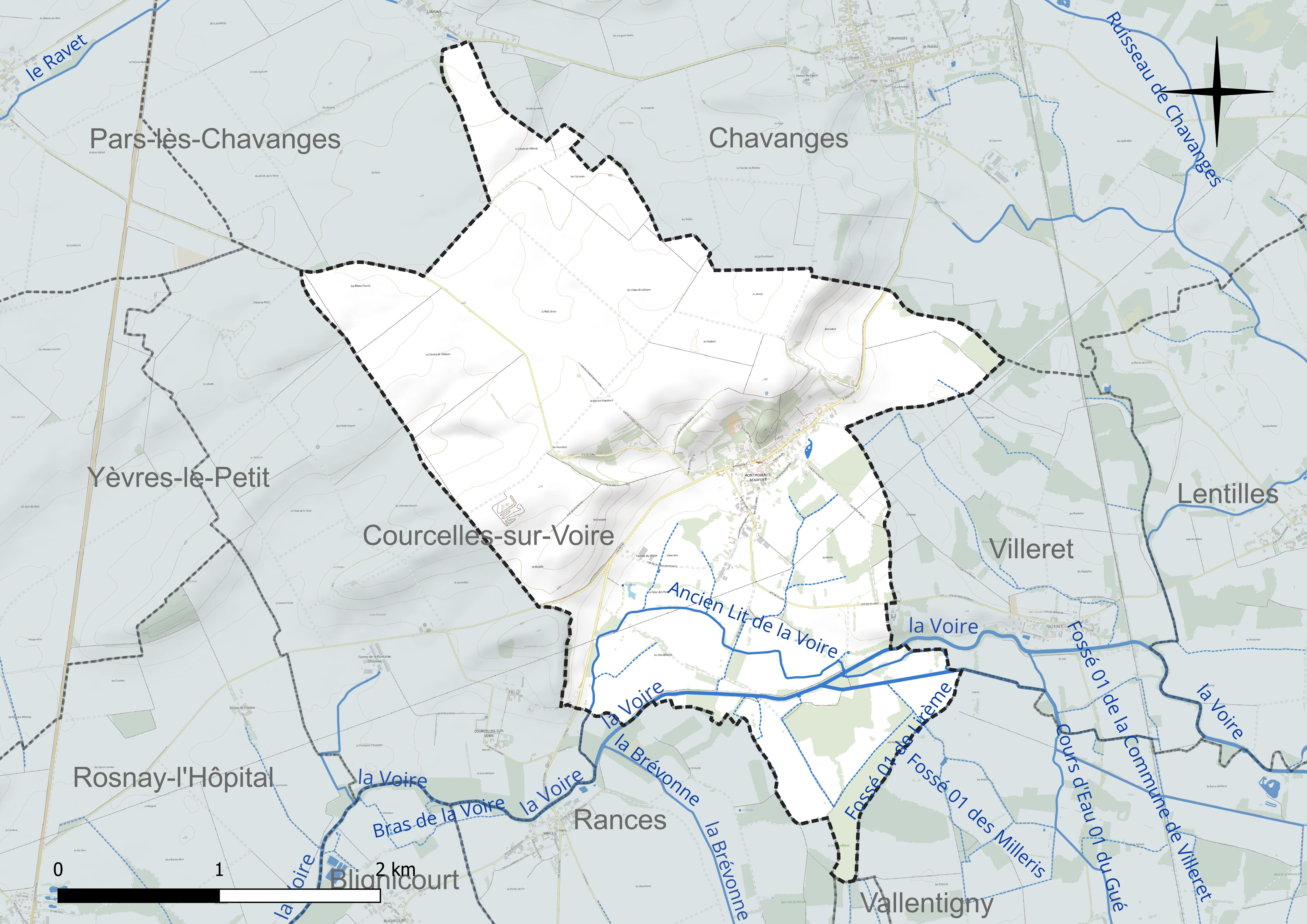
Réseau hydrographique de Montmorency-Beaufort.

### Climat
Pour des articles plus généraux, voir Climat du Grand Est et Climat de l'Aube.
En 2010, le climat de la commune est de type climat océanique dégradé des plaines du Centre et du Nord, selon une étude du Centre national de la recherche scientifique s'appuyant sur une série de données couvrant la période 1971-2000. En 2020, Météo-France publie une typologie des climats de la France métropolitaine dans laquelle la commune est exposée à un climat océanique altéré et est dans une zone de transition entre les régions climatiques « Nord-est du bassin Parisien » et « Lorraine, plateau de Langres, Morvan ».
Pour la période 1971-2000, la température annuelle moyenne est de 10,6 °C, avec une amplitude thermique annuelle de 15,9 °C. Le cumul annuel moyen de précipitations est de 780 mm, avec 12,1 jours de précipitations en janvier et 8,4 jours en juillet. Pour la période 1991-2020, la température moyenne annuelle observée sur la station météorologique de Météo-France la plus proche, « Mathaux-Étape », sur la commune de Mathaux à 14 km à vol d'oiseau, est de 11,5 °C et le cumul annuel moyen de précipitations est de 733,9 mm. 
La température maximale relevée sur cette station est de 41,5 °C, atteinte le 25 juillet 2019 ; la température minimale est de −18 °C, atteinte le 2 janvier 1997,,.
Les paramètres climatiques de la commune ont été estimés pour le milieu du siècle (2041-2070) selon différents scénarios d'émission de gaz à effet de serre à partir des nouvelles projections climatiques de référence DRIAS-2020. Ils sont consultables sur un site dédié publié par Météo-France en novembre 2022.

## Urbanisme

### Typologie
Au 1er janvier 2024, Montmorency-Beaufort est catégorisée commune rurale à habitat dispersé, selon la nouvelle grille communale de densité à 7 niveaux définie par l'Insee en 2022.
Elle est située hors unité urbaine. Par ailleurs la commune fait partie de l'aire d'attraction de Brienne-le-Château, dont elle est une commune de la couronne,. Cette aire, qui regroupe 30 communes, est catégorisée dans les aires de moins de 50 000 habitants,.

### Occupation des sols
L'occupation des sols de la commune, telle qu'elle ressort de la base de données européenne d’occupation biophysique des sols Corine Land Cover (CLC), est marquée par l'importance des territoires agricoles (94,5 % en 2018), une proportion sensiblement équivalente à celle de 1990 (95 %). La répartition détaillée en 2018 est la suivante : 
terres arables (68,9 %), zones agricoles hétérogènes (13,4 %), prairies (12,2 %), zones urbanisées (3,4 %), forêts (2,2 %). L'évolution de l’occupation des sols de la commune et de ses infrastructures peut être observée sur les différentes représentations cartographiques du territoire : la carte de Cassini (XVIIIe siècle), la carte d'état-major (1820-1866) et les cartes ou photos aériennes de l'IGN pour la période actuelle (1950 à aujourd'hui).

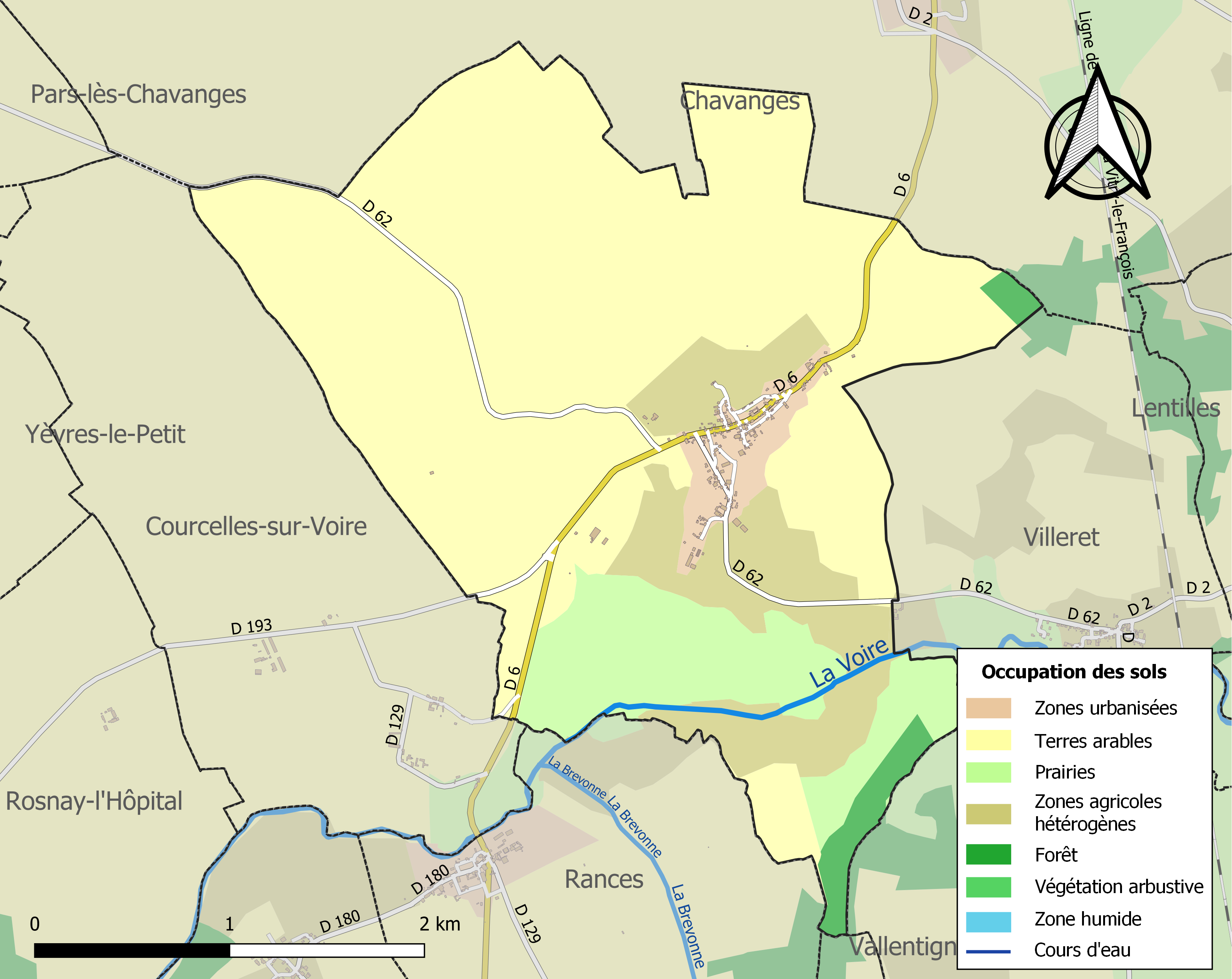
Carte des infrastructures et de l'occupation des sols de la commune en 2018 (CLC).

## Histoire
Le village est mentionné dès l'époque carolingienne sous le nom de Beaufort (sans doute Bellum Forte).
Au moins depuis le Xe siècle, la seigneurie de Beaufort (châtellenie vers 1274-1275, au bailliage de Vitry) appartint d'abord à la famille de Broyes, qui eut Broyes, Arc, Châteauvillain et Baye en Champagne ou en Barrois champenois, Trilbardou et Charmentray en Brie, Pithiviers et Nogent-le-Roi en Beauce, Commercy aux marges de la Champagne et du Barrois, et le comté de Sarrebruck. En 1199-1257, l'héritière Félicité de Broyes fut dame de Beaufort, qu'elle transmit à son mari le comte champenois Hugues II de Rethel. Leurs descendants les comtes de Rethel eurent Beaufort jusqu'à Hugues IV qui le vendit à Blanche d'Artois, comtesse de Champagne et reine de Navarre, en 1270.
La seigneurie de Beaufort fut donc acquise en juin 1270 par Blanche d'Artois, épouse d'Henri III, comte de Champagne et roi de Navarre (mort en 1274) : parents de la comtesse-reine Jeanne, femme de Philippe IV le Bel. Veuve, Blanche se remaria en 1276 avec le prince Edmond d'Angleterre, comte de Lancastre, fils d'Henri III Plantagenêt et frère cadet d'Édouard Ier, et lui apporta la seigneurie en dot,.
Devenu possession des comtes puis ducs de Lancastre, Beaufort va constituer pendant toute la guerre de Cent Ans, un verrou anglais au cœur de la Champagne. Jean de Gand (mort en 1399, fils cadet du petit-fils d'Edouard Ier : Édouard III (arrière-petit-fils de Blanche d'Artois par sa mère Isabelle de France fille de Jeanne Ire de Navarre-Champagne), duc de Lancastre par son premier mariage avec Blanche arrière-petite-fille d'Edmond et Blanche d'Artois) donna le nom de Beaufort aux quatre bâtards légitimés qu'il eut de sa maîtresse puis troisième épouse Catherine Roët Swynford, la belle-sœur de Chaucer, fondant ainsi la Maison de Beaufort, qui joua un rôle important durant la guerre des Deux-Roses. Portent toujours le titre de duc de Beaufort les derniers Plantagenêts en ligne directe masculine (et naturelle) : les Beaufort-Somerset-Worcester.
Son château fort, puissamment fortifié et réputé imprenable, dominait la plaine de Brienne, et c'est par trahison que Charles V réussit à s'emparer du château en 1369. Le destin féodal de Beaufort devient alors assez chaotique, car il appartient à la Couronne, et les rois Valois le cèdent ou l'engagent régulièrement à des serviteurs de l'État ou à des princes, en récompense, en gage de dettes royales, ou pour s'assurer des fidélités. Ainsi Charles V le céda à titre viager à Jean II-III de Melun, alias Jean II, comte de Tancarville, chambellan de France (mort en 1382 ; sa descendance conduit aux ducs d'Orléans-Longueville comtes de Tancarville et de Dunois) (le roi Charles aurait aussi déjà donné Beaufort en 1357-61 à son cousin Louis d'Evreux comte d'Étampes (mort en 1400), intermède dans la possession de Blanche et Jean de Lancastre ?). Puis Beaufort est donné à titre viager dès 1382 au dernier frère de Charles V, Philippe II le Hardi, duc de Bourgogne (mort en 1404), par son neveu Charles VI. Sa fille Catherine de Bourgogne, duchesse d'Autriche, reçut Beaufort en partie seulement (par sa mère Marguerite comtesse de Flandre, Nevers, Rethel et Bourgogne, elle descendait des premiers seigneurs de Beaufort).

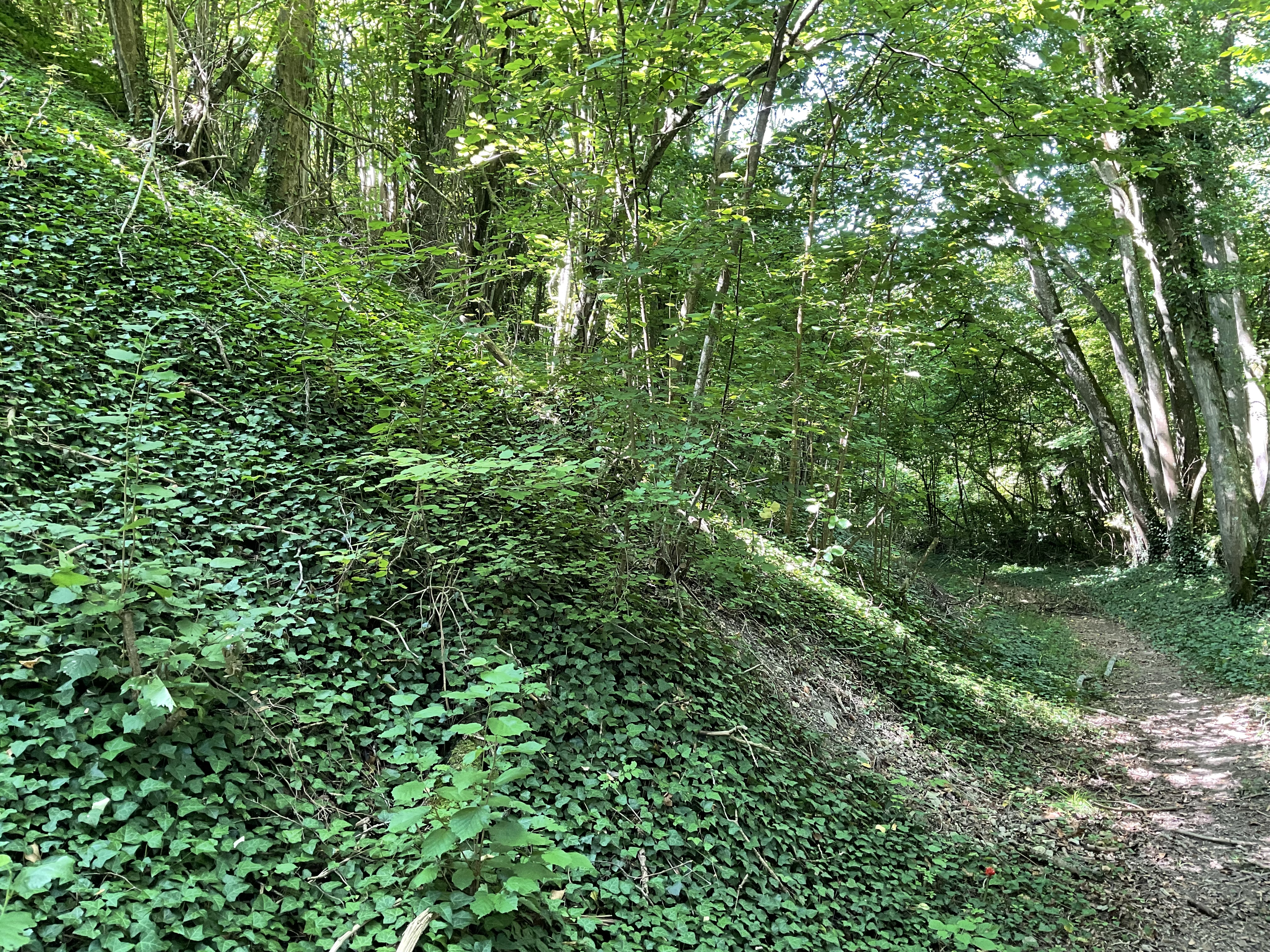
The surviving earthworks of Beaufort Castle in Montmorency Beaufort

La seigneurie principale revint au roi qui l'intégra, avec Nogent-sur-Seine, Pont-sur-Seine, Soulaines..., au duché de Nemours créé par Charles VI à titre viager pour Charles III d'Evreux, roi de Navarre (mort en 1425 ; dit le Noble ; arrière-arrière-petit-fils de Philippe le Bel et de Jeanne de Champagne-Navarre évoqués plus haut, et donc par Jeanne : arrière-arrière-arrière-petit-fils de Blanche d'Artois ; petit-cousin de Louis d'Étampes ci-dessus ; cousin germain de Charles VI par sa mère). Ensuite, Beaufort continue sa destinée erratique, mais ses possesseurs descendent presque tout le temps des rois de Navarre, et donc de Blanche d'Artois. À la mort de Charles III le Noble, le duché de Nemours revient à la Couronne (il sera recréé régulièrement pour certains de ses descendants : cf. l'article Nogent), alors que la seigneurie de Beaufort passe à sa fille Blanche (morte en 1441) ; le roi Charles VII la donne ensuite à son oncle maternel Charles d'Anjou-Maine (mort en 1472 ; aussi comte de Guise), dont la fille Louise (morte en 1470) le transmet à son mari Jacques d'Armagnac, arrière-petit-fils de Charles III le Noble par sa grand-mère maternelle Béatrice d'Evreux, comte de Castres, de la Marche et de Pardiac. En 1462, Jacques est créé duc de Nemours par Louis XI : mais c'est une coïncidence, il tient Beaufort par sa femme, pas par son duché. Comme tous les biens de Jacques d'Armagnac accusé de trahison, Beaufort est confisqué et revient à la couronne de France lorsque Jacques est condamné à mort par Louis XI et décapité en août 1477.
En 1477/1479, Louis XI donne Beaufort, érigé en comté, à titre viager avec Soulaines, Larzicourt et Villemaheu (à Soulaines), à son conseiller-chambellan Thierry III de Lenoncourt, bailli de Vitry (mort en 1483). En 1484, Charles VIII fils de Louis XI, restitue le duché de Nemours et les comtés de Beaufort, de Guise et de Pardiac aux enfants de Louise d'Anjou-Maine et de Jacques d'Armagnac : Jean d'Armagnac (mort en 1500) puis Louis (mort en 1503) ; Guise, Nemours, le Pardiac et Beaufort sont alors hérités par leur sœur Marguerite (morte en 1503) et son époux le maréchal Pierre de Rohan-Gié (mort en 1513 ; issu de Jeanne de Navarre-Evreux, tante de Charles le Noble).
Mais dès 1507, Louis XII donne le comté de Beaufort (sans doute échangé avec Pierre de Rohan en 1504), plus le duché de Nemours avec Soulaines, Villemaheu, Larzicourt, Saint-Florentin, Ervy, Dannemoine et Coulommiers, à son neveu Gaston de Foix-Navarre comte d'Étampes, le Foudre d'Italie (issu de Charles le Noble ; cousin germain d'Anne de Bretagne femme de Louis XII ; mort en 1512 à Ravenne). Sa sœur Germaine de Foix, reine d'Aragon, morte en 1536, en hérite avec en plus Séant-en-Othe, puis vend (en partie seulement ou en créant un contesté ? car Odet de Foix ci-après est « comte de Beaufort ») à Guillaume de Croÿ seigneur de Chièvres, comte de Beaumont et marquis d'Arschot (mort en 1521 ; lié à Charles Quint ; fils de Philippe de Croÿ et de Jacqueline de Luxembourg). Mais son neveu Philippe II de Croÿ doit restituer en 1530 aux héritiers du maréchal Odet de Foix-Lautrec (mort en 1528), comte de Beaufort en tant qu'héritier de la reine Germaine par retrait lignager (comme le rappelle le traité de Cambrai, 1529). De plus, la seigneurie d'Isles, avec Chaource, Maraye & Villemaur, au bailliage de Troyes, était venue à Odet de Foix par son mariage avec Charlotte d'Albret d'Orval, fille de Jean et de Charlotte de Bourgogne-Nevers comtesse de Rethel. Après leur fils Henri de Foix-Lautrec (mort en 1540), c'est leur fille Claude qui hérite du tout (morte en 1553 ; elle épouse en 1535 Guy XVII de Laval, mort en 1547, puis en 1547 Charles de Luxembourg-Brienne-Penthièvre seigneur de Martigues, mort aussi en 1553, frère aîné de Sébastien). Héritier de sa femme Claude de Foix-Lautrec, Charles de Luxembourg lègue Beaufort à son oncle maternel Jean de Brosse-Penthièvre duc d'Étampes, qui s'empresse de le céder en 1554 à François Ier de Clèves.
François Ier de Clèves-Nevers, mort en 1562, fut le premier duc de Nevers ; par sa mère Marie d'Albret d'Orval, comtesse de Rethel : il était donc le cousin germain de Claude de Foix-Lautrec ci-dessus, qui lui avait déjà légué la seigneurie d'Isle venue des Bourgogne-Nevers-Rethel ; par les Rethel il descendait des premiers seigneurs de Beaufort. Sa femme fut Marguerite de Bourbon-Vendôme. Les Clèves-Nevers gardèrent Beaufort jusqu'en 1597 : le duc Jacques de Nevers (mort en 1564 ; fils cadet de François de Clèves et Marguerite de Vendôme ; seigneur puis premier marquis d'Isles, baron de Jaucourt et seigneur de Jully) ; puis sa sœur Marie (morte en 1574 ; princesse de Condé par son mariage avec son cousin Henri Ier < Catherine de Condé, mort en 1595 sans postérité) ; enfin leur sœur Catherine de Clèves, comtesse d'Eu, duchesse de Guise par son mariage avec le Balafré.
La duchesse de Guise vendit Beaufort et Jaucourt à Gabrielle d'Estrée le 6 juillet 1597. Le comté de Beaufort, comprenant les seigneuries de Soulaines, Villemaheu et Larzicourt, fut alors réuni à la baronnie de Jaucourt et érigé en duché-pairie en faveur de César de Vendôme, fils naturel de Gabrielle d'Estrées et d'Henri IV roi de France et de Navarre. Le benjamin de César et Françoise fut François duc de Beaufort, le Roi des Halles, mort en 1669 sans postérité. Son frère aîné Louis transmit Beaufort à son propre fils aîné Louis-Joseph alias le Grand Vendôme, mort en 1712.
Le petit-fils de César, le Grand Vendôme, vendit pour 460 000 livres, avec l'approbation du roi, le duché de Beaufort en mai 1688 à Charles-François Frédéric Ier de Montmorency-Luxembourg (mort en 1726 ; duc de Piney ; fils du célèbre maréchal de Luxembourg). Un an après, en octobre 1689, la famille de Montmorency-Luxembourg obtint de Louis XIV de renommer le « duché de Beaufort » : « duché de Montmorency », car l'ancien « duché de Montmorency » au nord de Paris venait lui-même d'être rebaptisé « duché d'Enghien ». < Charles-François Frédéric II (mort en 1764) < Anne-François (mort en 1762) < Charlotte-Françoise x Anne-Léon II de Montmorency-Fosseux (branche aînée des Montmorency ; mort en 1799 ; il obtint en décembre 1767-mai 1768 la substitution à son profit du duché de Montmorency (-Beaufort)).
À partir de cette époque, Beaufort est appelé « Montmorency » : ce n'est qu'en 1919 que le village prit son nom actuel de « Montmorency Beaufort ».

## Politique et administration
À l'issue de l'élection présidentielle de 2017, le candidat de la France Insoumise, Jean-Luc Mélenchon, est arrivé en tête du premier tour dans la commune avec 19,61 % des suffrages exprimés (20 voix) ; Montmorency-Beaufort étant d'ailleurs la commune de l'Aube qu'il remporta avec le plus petit pourcentage. Il devançait d'une voix la candidate frontiste Marine Le Pen et Emmanuel Macron (ex æquo à 18,63 %).

Le second tour s'est quant à lui soldé par la victoire par la victoire d'Emmanuel Macron (51 voix, soit 60,71 % des suffrages exprimés, contre 33 voix et 39,29 % des suffrages exprimés pour Marine Le Pen).
| Période                                  | Période   | Identité                                      | Étiquette | Qualité              |
| ---------------------------------------- | --------- | --------------------------------------------- | --------- | -------------------- |
| mars 2008                                | En cours  | M. Michel Burr Réélu pour le mandat 2020-2026 | DVD       | Agriculteur retraité |
| 1996                                     | mars 2008 | M. Pierre Lhuillier                           |           |                      |
| 1995                                     | 1996      | Chapotel Christian                            |           |                      |
| 1984                                     | 1996      | Robert Eliane                                 |           |                      |
| 1983                                     | 1984      | Adeline Raymond                               |           |                      |
| 1971                                     | 1983      | Lécrivain Gabriel                             |           |                      |
| 1947                                     | 1971      | Renou Paul                                    |           |                      |
| 1929                                     | 1947      | Guerry Alphonse                               |           |                      |
| 1912                                     | 1929      | Perrin-Doré François                          |           |                      |
| 1908                                     | 1912      | Gallot Emile                                  |           |                      |
| 1890                                     | 1908      | Perrin-Champagne                              |           |                      |
| 1870                                     | 1890      | Jacobé d'Arrembécourt                         |           |                      |
| 1868                                     | 1870      | Perrin Jacques-Francois                       |           |                      |
| 1852                                     | 1860      | Gravelle François                             |           |                      |
| 1849                                     | 1852      | Bullard Nicolas                               |           |                      |
| 1848                                     | 1849      | Gravelle François                             |           |                      |
| 1844                                     | 1848      | Vauthier Nicolas                              |           |                      |
| 1841                                     | 1844      | Culvez Pierre                                 |           |                      |
| 1826                                     | 1841      | Bonnuescuelle-Duplessie                       |           |                      |
| 1817                                     | 1826      | Proquez Alexandre                             |           |                      |
| 1813                                     | 1817      | Laurent Jean-Baptiste                         |           |                      |
| 1804                                     | 1813      | Gombault Jacques                              |           |                      |
| 1800                                     | 1804      | Bonnuescuelle-Surmont                         |           |                      |
| 1795                                     | 1800      | Lefol Louis-Eloi                              |           |                      |
| 1794                                     | 1795      | Vauthier Pierre                               |           |                      |
| 1793                                     | 1794      | Lefèvre Jean                                  |           |                      |
| 1792                                     | 1793      | Courtallon                                    |           |                      |
| 1790                                     | 1792      | Révillon                                      |           |                      |
| Les données manquantes sont à compléter. |           |                                               |           |                      |

## Démographie
L'évolution du nombre d'habitants est connue à travers les recensements de la population effectués dans la commune depuis 1793. Pour les communes de moins de 10 000 habitants, une enquête de recensement portant sur toute la population est réalisée tous les cinq ans, les populations de référence des années intermédiaires étant quant à elles estimées par interpolation ou extrapolation. Pour la commune, le premier recensement exhaustif entrant dans le cadre du nouveau dispositif a été réalisé en 2008.

En 2022, la commune comptait 142 habitants, en évolution de +5,97 % par rapport à 2016 (Aube : +0,7 %, France hors Mayotte : +2,11 %).
| 1793 | 1800 | 1806 | 1821 | 1831 | 1836 | 1841 | 1846 | 1851 |
| ---- | ---- | ---- | ---- | ---- | ---- | ---- | ---- | ---- |
| 455  | 462  | 471  | 471  | 489  | 457  | 465  | 424  | 450  |

| 1856 | 1861 | 1866 | 1872 | 1876 | 1881 | 1886 | 1891 | 1896 |
| ---- | ---- | ---- | ---- | ---- | ---- | ---- | ---- | ---- |
| 400  | 383  | 360  | 361  | 360  | 340  | 331  | 322  | 312  |

| 1901 | 1906 | 1911 | 1921 | 1926 | 1931 | 1936 | 1946 | 1954 |
| ---- | ---- | ---- | ---- | ---- | ---- | ---- | ---- | ---- |
| 265  | 261  | 249  | 211  | 227  | 203  | 194  | 190  | 189  |

| 1962 | 1968 | 1975 | 1982 | 1990 | 1999 | 2006 | 2008 | 2013 |
| ---- | ---- | ---- | ---- | ---- | ---- | ---- | ---- | ---- |
| 176  | 167  | 128  | 114  | 111  | 121  | 124  | 123  | 123  |

| 2018 | 2022 | - | - | - | - | - | - | - |
| ---- | ---- | - | - | - | - | - | - | - |
| 139  | 142  | - | - | - | - | - | - | - |

## Lieux et monuments
Église de l'Assomption, Monument classé.

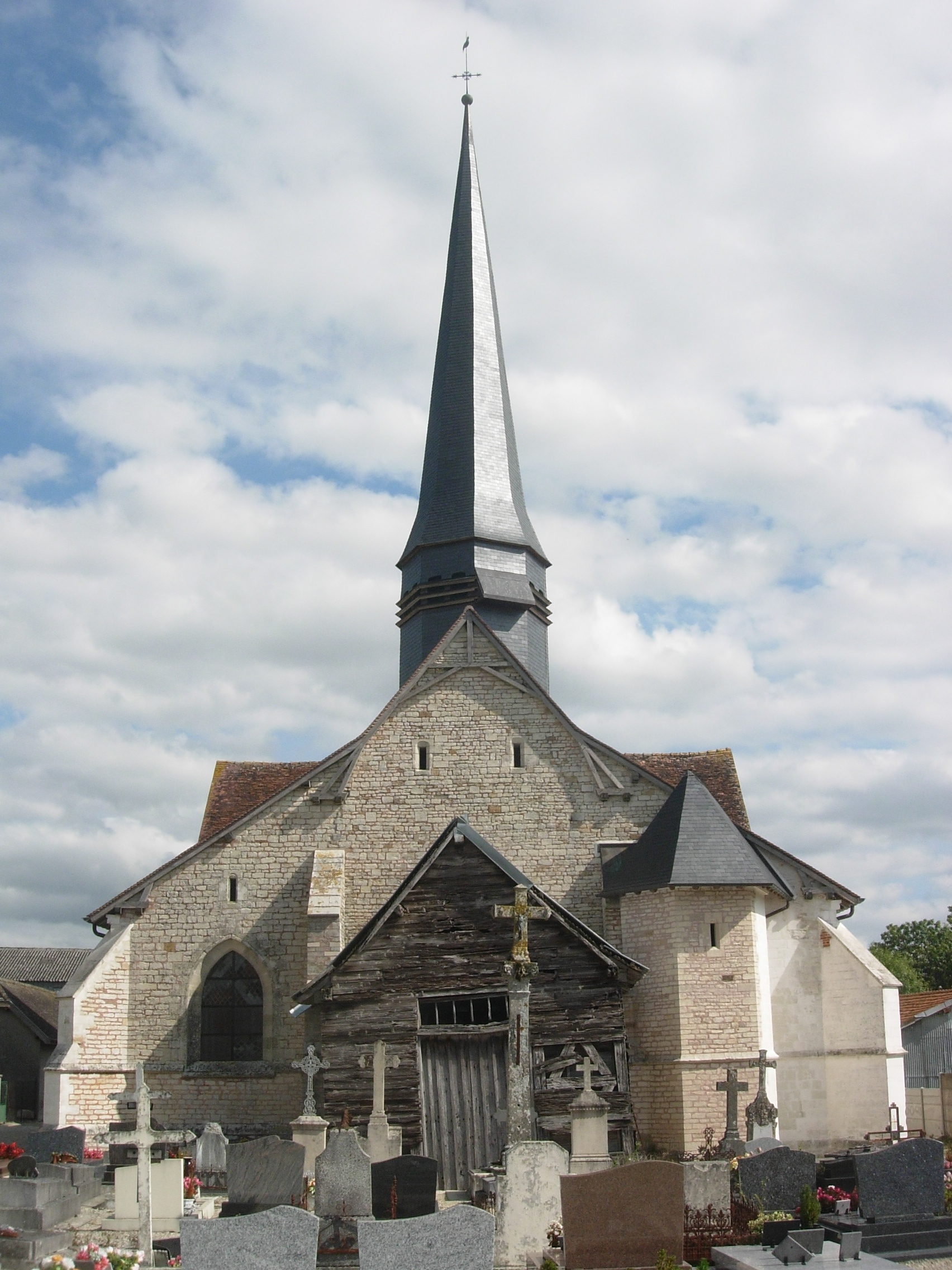
L'église.

## Personnalités liées à la commune
- Les ducs de Beaufort

## Héraldique
|  | Les armes de la ville se blasonnent ainsi : D’or à la croix de gueules cantonnée au 1) d’une gerbe de blé de sinople, au 2) de trois feuilles de scie alésées d'azur rangées en pal, au 3) d’une tour du même ouverte du champ, au 4) d’une barre ondée d’azur. |